# Тюкосен, Стеен
Сте́ен Тю́косен (дат. Steen Thychosen, род. 22 сентября 1958, Вайле) — датский футболист, игравший на позиции нападающего. По завершении игровой карьеры — тренер. Двукратный чемпион Дании. Обладатель Кубка УЕФА.
Выступал, в частности, за клубы «Вайле», «Боруссия» (Мёнхенгладбах) и «Лозанна». Бронзовый призёр чемпионата Европы 1984 года в составе национальную сборную Дании.
Сын Стеена, Мадс Тюкосен, также стал футболистом.

## Клубная карьера
В профессиональном футболе Тюкосен дебютировал в 1977 году за клуб «Вайле», в котором провёл один сезон. За это время завоевал титул чемпиона Дании.
Впоследствии с 1978 по 1981 год выступал за мёнхенгладбахскую «Боруссию». В течение этих лет добавил в список своих трофеев ещё один титул чемпиона Дании, став обладателем Кубка УЕФА. Следующие два года выступал за бельгийский «Моленбек», однако из-за проблем с травмами решил вернуться в «Вайле». В составе этой команды стал лучшим бомбардиром чемпионата 1984 года и помог своей команде снова завоевать чемпионство.
Своей игрой за «Вайле» привлёк внимание представителей тренерского штаба клуба «Лозанна», к которому присоединился в 1985 году. Тюкосен признавался, что не стремился к новому отъеду за границу, однако решил принять предложение из Швейцарии по причине высокого уровня жизни и меньшего давления на футболистов в стране. Отыграл за швейцарскую команду следующие четыре сезона своей игровой карьеры. Большую часть времени, проведённого в составе «Лозанны», был основным игроком атакующего звена команды и забил в 136 матчах 79 голов, став лучшим бомбардиром лиги в сезоне 1985/1986.
Завершил профессиональную игровую карьеру в клубе «Вайле», в составе которого уже выступал ранее. Тюкосен пришёл в команду 1989 года и защищал её цвета до прекращения выступлений на профессиональном уровне в 1992 году.

## Карьера в сборной
8 июня 1984 года дебютировал в официальных матчах в составе национальной сборной Дании в матче против Болгарии, выйдя на поле на 75-й минуте. В течение карьеры в национальной сборной, продолжавшейся всего 3 года, провёл в форме главной команды страны всего 2 матча, не сумев выиграть конкуренцию у Микаэля Лаудрупа и Пребена Элькера-Ларсена.
В составе сборной был участником чемпионата Европы 1984 года во Франции, однако на поле так и не вышел.

## Тренерская карьера
Начал тренерскую карьеру в 2003 году, возглавив тренерский штаб клуба «Вайле». Также работал ассистентом и тренером нападающих клуба «Фредериция». В 2014 году вернулся в «Вайле», где работает до сих пор, а в мае 2016 года исполнял обязанности главного тренера «Вайле», набрав 7 очков в 5 матчах.

## Статистика

### Матчи Тюкосена за сборную Дании
| Матчи Тюкосена за сборную Дании | Матчи Тюкосена за сборную Дании | Матчи Тюкосена за сборную Дании | Матчи Тюкосена за сборную Дании | Матчи Тюкосена за сборную Дании | Матчи Тюкосена за сборную Дании |
| ------------------------------- | ------------------------------- | ------------------------------- | ------------------------------- | ------------------------------- | ------------------------------- |
| №                               | Дата                            | Соперник                        | Счёт                            | Голы Тюкосена                   | Соревнование                    |
| 1                               | 8 июня 1984                     | Болгария                        | 1:1                             | —                               | Товарищеский матч               |
| 2                               | 29 октября 1986                 | Финляндия                       | 1:0                             | —                               | Чемпионат Европы 1988 (отбор)   |

Итого: 2 матча / 0 голов; 1 победа, 1 ничья, 0 поражений.

## Достижения
«Боруссия» (Мёнхенгладбах)
- Обладатель Кубка УЕФА: 1978/1979

«Вайле»
- Чемпион Дании (2): 1978, 1984
- Обладатель Кубка Дании: 1985/1986
- Лучший бомбардир чемпионата Дании: 1984

«Лозанна»
- Лучший бомбардир чемпионата Швейцарии: 1985/1986